# Hilarempis dumicola
Hilarempis dumicola är en tvåvingeart som först beskrevs av Philippi 1865.  Hilarempis dumicola ingår i släktet Hilarempis och familjen dansflugor. Inga underarter finns listade i Catalogue of Life.